# Calle del Marqués de Villena
La calle del Marqués de Villena es una vía pública de la ciudad española de Segovia.

## Descripción
La vía discurre desde la calle de San Marcos hasta la del Parral. Allí reposan los restos de lo que fue la iglesia de San Blas. Honra con el título a Juan Pacheco, aristócrata del siglo XV. Aparece descrita en Las calles de Segovia (1918) de Mariano Sáez y Romero con las siguientes palabras:

Marqués de Villena.—Tiene su entrada en la calle de San Marcos, por el Puente Castellano, y salida a la del Parral. La figura de D. Juan Pacheco, marqués de Villena, es una de las más interesantes en la historia segoviana. Dicen los que se han ocupado de este personaje, que el parentesco que le une a D. Alonso Carrillo, el revoltoso arzobispo a quien el vulgo llama D. Opas, le lleva muy joven al servicio de D. Alvaro de Luna, como paje de lanza, y al que sirve con esmero, prontitud y diligencia. D. Juan II, al organizar la casa privada del príncipe Enrique, su sucesor, le coloca a su servicio, como doncel de compañía. Nació en 1419, oriundo de la casa de Acuña, fundadora de los Pacheco, marqueses de Villena, luego de Escalona, grandes de España después, nombrados por Carlos V. Se granjeó la amistad de Enrique IV, figurando en seguida, como su hermano D. Pedro Girón, entre los validos del Rey, es decir, como consejero y secretario, adquiriendo una privanza tan grande que le colmaron los dos Reyes Juan y Enrique, de mercedes y beneficios. En esta calle, que es sólo camino, entre huertas por un lado, y por el otro el acantilado de la cuesta del Parral, se advierten los restos de la antigua iglesia románica de San Blas, y en este sitio pudo ser donde ocurriese el legendario suceso que determinó, según las crónicas, el levantamiento del monasterio del Parral. Parece ser que desafiado el marqués de Villena por otro noble personaje y convenido para el encuentro el sitio de esta calle, acudió éste acompañado de otros dos y viendo Pacheco la desigualdad de la lucha y perfidia de su adversario, no por eso se acobardó, antes bien requirió la espada al tiempo que decía: «Villano, no te valdrá tu traición, si me cumple la palabra uno de tus compañeros y entonces estamos iguales.» Y valiéndose de este ardid sembró tal aturdimiento en su contrario, que obtuvo fácilmente la victoria. Sea o no verdad el hecho grabado en una piedra, que tiene todas las circunstancias para considerarle como falso, es hermoso recordar estas tradiciones populares, pues este no es un libro de crítica, y sí sólo narrativo. Se dice de Villena que fué el prototipo de la astucia al servicio de la deslealtad más censurable, y murió en el apogeo de su podería, y sepultado en el monasterio. Su estatua, con la figura de un paje, es de estilo renacimiento; está a un lado del altar mayor, y al otro lado, el sepulcro y estatua de su esposa D.ª María Portocarrero, y los dos adornados con pilares, emblemas y otras labores que les dan extraordinario mérito artístico.
(Sáez y Romero, 1918, pp. 112-113)